# Karpin (powiat piski)
Karpin (niem. Karpinnen) - uroczysko, dawna miejscowość w Prusach wschodnich, obecnie obszar wsi znajduje się w województwie warmińsko-mazurskim, w powiecie piskim, w gminie Biała Piska.
Wieś powstała w ramach kolonizacji Wielkiej Puszczy, w komturstwie piskim (późniejsze starostwo piskie). Wcześniej był to obszar Galindii. Wieś ziemiańska, dobra służebne w posiadaniu drobnego rycerstwa (tak zwani wolni, ziemianie w języku staropolskim), z obowiązkiem służby rycerskiej (zbrojnej). W XV w. wieś wymieniana w dokumentach pod nazwami: Bartuschen, Lipińskie, Lyppynsky, Carpino.
Wieś służebna lokowana w 1480 przez komtura Flacha von Schwartzburga na 19 łanach na prawie magdeburskim z obowiązkiem jednej służby zbrojnej. Dobra, leżące w dąbrowie między Jeziorem Borowym wsią Dmusy, Skarżyn, Szłapie i Rogale (później zwane Rogalami Wielkimi), otrzymał Bartosz Rakowski. Według Kętrzyńskiego jest to późniejsza wieś zwana Lipińskie. W 1495 osadę określono jako Bartosze (Bartuschen), a nazwa Karpin (Carpin) pojawiła się w dokumentach dopiero w 1541. Od 1579 wieś należała do parafii w Różyńsku.

## Obecnie
Na mapie z 1928 roku 7 małych budynków w gęstej zabudowie i jeden większy. Obecnie las, na zdjęciach satelitarnych brak śladów zabudowy.